# Júpiter Maçã
Júpiter Maçã, de son vrai nom Flávio Basso (né le 26 janvier 1968 à Porto Alegre, Rio Grande do Sul et décédé le 21 décembre 2015 dans le même lieu), est un chanteur et compositeur brésilien. Figure emblématique du rock du Rio Grande do Sul, il est le fondateur des groupes TNT (avec son ami d'enfance Charles Master) et Os Cascavelletes, qui ont influencé toute une nouvelle génération de groupes du Rio Grande do Sul à partir des années 1980,. Dans sa carrière solo, il est reconnu comme l'une des icônes du psychédélisme brésilien, apportant un nouveau niveau d'expérimentalisme au rock brésilien, avec l'album A Sétima Efervescência, élu par le magazine Rolling Stone Brasil comme l'un des cent plus grands albums de la musique brésilienne,.

## Biographie

### Origines, TNT et Cascavelletes
Flávio Basso est né à Porto Alegre, Rio Grande do Sul, le 26 janvier 1968 ; un « jour férié des Beatles, mon jour de naissance », comme il le dit lui-même. Il s'initie aux arts en autodidacte dès sa préadolescence, s'exprimant « à travers la musique avec une guitare ».
À l'âge de 17 ans, il fonde le groupe TNT, un groupe de rockabilly pour adolescents, avec ses amis Márcio Petracco (basse), Felipe Jotz (batterie) et Charles Master (guitare). Après avoir invité Nei Van Soria à prendre la guitare, Basso reste au chant. Parlant principalement des femmes et de leurs déceptions amoureuses, TNT commence rapidement à donner des concerts à guichets fermés et à passer à la radio.
Le succès du groupe attire l'attention du label Plug de BMG, qui invite le groupe en 1985 à enregistrer deux chansons pour la compilation Rock Grande do Sul, qui introduit le rock du Rio Grande do Sul sur le marché brésilien dans les années 1980. Cependant, avant l'enregistrement de leur premier albume, en raison de désaccords musicaux, Basso et Nei Van Soria quittent TNT pour former Os Cascavelletes avec Frank Jorge et Alexandre Barea.

### Carrière
Après son second départ de la TNT, Basso commence à se produire en solo, sous le surnom de « Woody Apple » (en hommage au musicien Woody Guthrie et au label Apple Records fondé par les Beatles). En 1995, il adopte le nom de scène sous lequel il devient célèbre, Júpiter Maçã, et forme le projet éphémère Os Pereiras Azuiz, qui ne sort que la bande démo Júpiter Maçã e Os Pereiras Azuiz, avant de se séparer.
En 1997, il signe avec le label discographique indépendant Antídoto pour sortir son premier album solo, A Sétima Efervescência, auquel participent ses anciens collègues Frank Jorge, Alexandre Barea et Marcelo Birck. Avec un son fortement psychédélique et expérimental comparable au premier album de Pink Floyd en 1967, The Piper at the Gates of Dawn, l'album est acclamé par la critique au moment de sa sortie et, en 2007, il est classé 96e sur la liste de Rolling Stone Brasil des « 100 plus grands albums brésiliens ». Son successeur, Plastic Soda, sort en 1999 sur le label Trama et, contrairement à son prédécesseur, il est entièrement chanté en anglais ; pour refléter cela, Basso signe l'album sous le nom de Jupiter Apple. Il se caractérise par une augmentation des éléments expérimentaux déjà présents dans A Sétima Efervescência, mêlant le rock psychédélique à la bossa nova et au jazz. Bien qu'il ait été bien accueilli, les critiques le considèrent comme « très difficile à écouter ».
Hisscivilization, son troisième album, sort peu après chez Voiceprint Records, est son œuvre la plus ambitieuse et la plus élaborée. Basso y expérimente davantage d'éléments de musique électronique, ce qui polarise les critiques et les fans. En 2003, il se rend à nouveau en Europe, cette fois en Espagne, aux côtés de sa compagne Bibiana « Bibmo » Morena pour travailler sur d'autres projets ; après une pause de quatre ans, ils reviennent tous deux au Brésil et sortent l'album collaboratif Bitter chez Monstro Discos.
En 2006, six chansons de Basso sont incluses dans la bande originale du film d'animation Wood e Stock : Sexo, Orégano e Rock 'n' Roll, réalisé par Otto Guerra. La même année, Elefant Records publie son quatrième (et dernier) album, Uma Tarde na Fruteira, qui est réédité au Brésil par Monstro Discos en 2008. En 2009, il sort le single Modern Kid.
Le 23 novembre 2011, Basso se produit en direct au Bar Opinião à Porto Alegre, accompagné de son nouveau groupe, J.A.C.K. (acronyme de « Jupiter Apple Corporation and Kingdom »), composé à l'époque de Julio Sasquatt (batterie), Julio Cascaes (guitare), Felipe Faraco (basse) et Astronauta Pinguim (claviers). Un DVD de la performance, intitulé Six Colours Frenesi, est publié en 2014,. Avec des apparitions spéciales de Nei Van Soria, Lucio Vassarath, Hique Gomez, Márcio Petracco, Conjunto Bluegrass Porto-Alegrense, Clara Averbuck, Hamburg Black Cats et Bibiana Graeff, le DVD présente un enregistrement de 20 chansons qui synthétisent la carrière de Jupiter, montrant les succès de ses albums solo et rappelant également des moments de l'époque de TNT et Os Cascavelettes,,,.
Júpiter donne son dernier concert le 5 décembre 2015 au Panamá Studio Pub à Porto Alegre.

### Vie personnelle
Flávio a un fils, Glenn Basso, qui décède le 3 novembre 2001 à l'âge de 11 ans des suites de complications d'une hépatite auto-immune.

## Discographie

### Albums studio
- 1995 : Júpiter Maçã e Os Pereiras Azuiz
- 1997 : A Sétima Efervescência
- 1999 : Plastic Soda
- 2002 : Hisscivilization
- 2007 : Jupiter Apple and Bibmo Presents: Bitter (avec Bibmo)
- 2007 : Uma Tarde na Fruteira
- 2021 : The Apartment Jazz (à titre posthume)
- 2022 : The Man Was (à titre posthume)
- 2023 : Sugar Doors – A Jupiter Apple 4-Track Experience (à titre posthume)

### Albums live
- 2014 : Six Colours Frenesi
- 2024 : They're All Beatniks Vol. 1 (à titre posthume)

### Singles et EP
- 1994 : Orgasmo Legal / Ela Sabe o que Faz
- 2005 : A Marchinha Psicótica De Dr. Soup / Mademoiselle Marchand
- 2006 : Beatle George / Scotch and Coffee at Regent Street
- 2006 : Ano XII, Nº3: Incredible News!!!
- 2008 : Rock do Cavalinho
- 2009 : Modern Kid
- 2010 : Gregorian Fish
- 2010 : Calling All Bands
- 2015 : Beatle George (acoustique)
- 2015 : They're All Beatniks / Constantine's Empires
- 2021 : Cerebral Sex (à titre posthume)
- 2021 : Ano XXI - Nº4 - Incredible News!!! (à titre posthume)
- 2023 : Systematic Lover (Dear Maureen) (à titre posthume)
- 2024 : Talentoso (à titre posthume)